# Геста Данорум
Геста Данорум (на латински: Gesta Danorum, също Historia Danica) е първата история на датския народ, написана в края на 12 и началото на 13 век от Саксо Граматик, датски духовник и историк. Описва датската и скандинавската история и съдържа размишления за европейските работи от периода на Развитото средновековие, разглеждани от скандинавска гледна точка. В книгата се дават едни от първите писмени сведения за историята на Естония и Латвия.
Документът се състои от 16 тома, написан е на латински и е поръчан от датския епископ Абсалон фон Роскилде, който побеждава и християнизира през 1168 г. славяните на остров Рюген. В началото на книгата са поставени различни саги и митични истории, като съдържанието постепенно преминава в доказуеми исторически факти и достига до управлението на Кнут VI (1185).
Геста Данорум се движи основно в две посоки.
Едната е описанието на Дания като страна с ясни граници, един език и общи обичаи, чиято история показва континюитет въпреки прекъсванията от междуособни войни, и чийто народ се чувства свързан чрез общото си минало и културна идентичност.
Втората посока е оправдаването на войните на датския крал Валдемар I срещу славяните (ободрити и рани). За целта авторът си служи с пейоративни описания на културните различията на славяните. Датчаните са обрисувани като смирени християни и невинни жертви на славянските пиратски нападения. Славяните са разгледани като езичници и кръвожадни варвари, които все още се намират на нивото на развитие на дивите животни.
Целта на Валдемар I е да обуздае тези славянски племена и да ги цивилизова с помощта на християнството. За примери на варварско поведение на славяните са дадени нападенията им над островите Лоланд и Фалстер.